# 上岸的魚
《上岸的魚》，是一部臺灣電影，由賴國安執導，姚經玉、廖介山、與吳子維擔任監製。在2017年多倫多國際影展舉行世界首映。並入選漢堡影展、聖地牙哥亞洲電影節、聖塞瓦斯蒂安國際電影節新導演競賽單元，及巴西第41屆聖保羅國際影展主競賽單元。台灣於2018年3月16日正式上映。

## 演員
- 鄭人碩 飾 浩騰
- 曾珮瑜 飾 雅紀
- 白潤音 飾 怡安
- 陳慕義
- 瑤涵沂

## 發行
2017年向臺北電影獎提出撤片要求，改至2018年參加競賽。但官方表示，已於2017年3月份完成初審資格審核，依規定往後不得再重複報名。該部電影監製姚經玉則認為，官方未公告初審資格完成日期，並在2017年4月25日仍收到參賽資料補件通知，代表初審並未結束。最終在李烈的協調之下，化解了雙方的爭執。
該片有報名第54屆金馬獎，但未入圍任何獎項。

## 拍攝地點
該片於台中市多處拍攝，包括：臺中火車站、西區派出所、霧峰圖書館、建國市場、長春公園、順天宮、童綜合醫院、市區街景等等。臺中市政府也給予該片200萬元輔導金及拍攝支援。

## 外部連結
- 时光网上《上岸的魚》的資料（简体中文）
- 豆瓣电影上《上岸的魚》的資料 （简体中文）
- 開眼電影網上《上岸的魚》的資料（繁體中文）
- 互联网电影数据库（IMDb）上《上岸的魚》的资料（英文）